# Ligne 8 (S-Bahn Rhin-Main)
Pour les articles homonymes, voir Ligne 8 et S8.
 (février 2024).
Si vous disposez d'ouvrages ou d'articles de référence ou si vous connaissez des sites web de qualité traitant du thème abordé ici, merci de compléter l'article en donnant les références utiles à sa vérifiabilité et en les liant à la section « Notes et références ».
La ligne S8 fait partie du réseau de la S-Bahn Rhin-Main. Elle relie gare centrale de Wiesbaden à Hanau en passant par le pont ferroviaire Kaiserbrücke, la gare centrale de Mayence et la gare centrale de Francfort-sur-le-Main.
Inaugurée en 1978, elle compte actuellement 28 stations pour une longueur de 70,3 km. 